# Grupo MG Rover
O Grupo MG Rover foi um grupo, proprietário das marcas MG e Rover. Foi a última empresa genuinamente britânica a produzir automóveis em larga escala. Foi formada quando a BMW vendeu a Rover em 2000 para o Phoenix Consortium. Alguns dos ativos do Grupo MG Rover foram comprados pela SAIC Motor, e outros ativos foram comprados posteriormente pela Nanjing Automobile Group em 2005.